# Betriebs- und Geschäftsgeheimnis
Betriebs- und Geschäftsgeheimnisse sind Rechtsbegriffe im deutschen Wettbewerbsrecht, die alle auf ein Unternehmen bezogenen Tatsachen, Umstände und Vorgänge umfassen, die nicht offenkundig, sondern nur einem begrenzten Personenkreis zugänglich sind und an deren Nichtverbreitung das Unternehmen ein berechtigtes Interesse hat. Betriebsgeheimnisse umfassen im Wesentlichen technisches, Geschäftsgeheimnisse dagegen vornehmlich kaufmännisches Wissen. Oberbegriff ist das Unternehmensgeheimnis als eine im Zusammenhang mit einem Unternehmen stehende, nicht offenkundige Tatsache.

## Rechtsprechung
In seinem Beschluss vom 14. März 2006 führte das Bundesverfassungsgericht aus:

„Als Betriebs- und Geschäftsgeheimnisse werden alle auf ein Unternehmen bezogene Tatsachen, Umstände und Vorgänge verstanden, die nicht offenkundig, sondern nur einem begrenzten Personenkreis zugänglich sind und an deren Nichtverbreitung der Rechtsträger ein berechtigtes Interesse hat. Betriebsgeheimnisse umfassen im Wesentlichen technisches Wissen im weitesten Sinne; Geschäftsgeheimnisse betreffen vornehmlich kaufmännisches Wissen. Zu derartigen Geheimnissen werden etwa Umsätze, Ertragslagen, Geschäftsbücher, Kundenlisten, Bezugsquellen, Konditionen, Marktstrategien, Unterlagen zur Kreditwürdigkeit, Kalkulationsunterlagen, Patentanmeldungen und sonstige Entwicklungs- und Forschungsprojekte gezählt, durch welche die wirtschaftlichen Verhältnisse eines Betriebs maßgeblich bestimmt werden können […]“

Das Grundrecht der Berufsfreiheit Art. 12 GG habe als Prüfungsmaßstab zu gelten, wenn es um Offenlegung von Betriebs- und Geschäftsgeheimnissen gehe. Solle vor Gericht das Verhalten eines Wettbewerbers beurteilt werden und nehmen andere Wettbewerber am Verfahren teil, so entstehe regelmäßig ein Konflikt zwischen dem Schutz der Betriebs- und Geschäftsgeheimnisse und den Regeln umfassender Einsicht in die Gerichtsakten für alle Verfahrensbeteiligten.
Das Bundesverwaltungsgericht definierte im Jahr 2005:

„Betriebs- und Geschäftsgeheimnisse sind im Zusammenhang mit dem Betrieb eines Unternehmens stehende Umstände oder Vorgänge, die nur einem begrenzten Personenkreis bekannt, für Außenstehende aber wissenswert sind, die nach dem bekundeten Willen des Betriebs- oder Geschäftsinhabers geheim zu halten sind und deren Kenntnis durch Außenstehende dem Geheimnisschutzträger zu einem Nachteil gereichen kann. Allgemein bekannte Umstände und Vorgänge sind auch dann keine Betriebs- oder Geschäftsgeheimnisse, wenn der Inhaber sie als solche bezeichnet […].“

Damit müssen vier Voraussetzungen erfüllt sein, damit eine Information ein Betriebs- und Geschäftsgeheimnis darstellt:
1. Die Informationen müssen Unternehmensbezug haben,
2. dürfen nicht offenkundig sein,
3. sollen nach dem Willen des Inhabers geheim bleiben und
4. es muss ein berechtigtes Interesse an der Geheimhaltung bestehen.

Ein berechtigtes Interesse kann auch an der Geheimhaltung eines Herstellungsverfahrens bestehen, das gegenüber dem Stand der Technik nicht „neu“ ist.

## Einfaches Recht

### Betriebsgeheimnis
In vielen Branchen werden zum Schutz von Betriebsgeheimnissen Vertraulichkeitsvereinbarungen unterzeichnet, wonach der Arbeitnehmer bestimmte Betriebsgeheimnisse, die er auf Grund seiner Tätigkeit erfährt, nach Beendigung des Arbeitsverhältnisses nicht nutzen oder weitergeben darf. Ein Betriebsgeheimnis liegt nach der Rechtsprechung des Bundesarbeitsgerichts (BAG) vor, wenn Tatsachen im Zusammenhang mit einem Geschäftsbetrieb, die nur einem eng begrenzten Personenkreis bekannt und nicht offenkundig sind, nach dem Willen des Arbeitgebers auf Grund eines berechtigten wirtschaftlichen Interesses geheim gehalten werden.
Die Mitglieder des Betriebsrats sind kraft Gesetzes verpflichtet, Betriebs- oder Geschäftsgeheimnisse, die ihnen wegen ihrer Zugehörigkeit zum Betriebsrat bekannt geworden und vom Arbeitgeber ausdrücklich als geheimhaltungsbedürftig bezeichnet worden sind, nicht zu offenbaren und nicht zu verwerten (§ 79 des Betriebsverfassungsgesetzes BetrVG).

### Geschäftsgeheimnis
In § 2 Nr. 1 des Gesetzes zum Schutz von Geschäftsgeheimnissen (GeschGehG) von 2019, mit dem die EU-Richtlinie über den Schutz vertraulichen Know-hows und vertraulicher Geschäftsinformationen von 2016 in deutsches nationales Recht umgesetzt wurde, ist das Geschäftsgeheimnis legaldefiniert als eine Information
- die weder insgesamt noch in der genauen Anordnung und Zusammensetzung ihrer Bestandteile den Personen in den Kreisen, die üblicherweise mit dieser Art von Informationen umgehen, allgemein bekannt oder ohne Weiteres zugänglich ist und daher von wirtschaftlichem Wert ist und
- die Gegenstand von den Umständen nach angemessenen Geheimhaltungsmaßnahmen durch ihren rechtmäßigen Inhaber ist und
- bei der ein berechtigtes Interesse an der Geheimhaltung besteht.

Inhaber eines Geschäftsgeheimnisses kann jede natürliche oder juristische Person sein, die die rechtmäßige Kontrolle über ein Geschäftsgeheimnis hat.
Der Begriff des Geschäftsgeheimnisses umfasst den in der Richtlinie verwendeten Begriff des Know-hows und den im deutschen Recht verwendeten Begriff des Betriebsgeheimnisses, wenn sowohl ein legitimes Interesse an seiner Geheimhaltung besteht als auch die legitime Erwartung, dass diese Vertraulichkeit gewahrt wird. Die Unterscheidung zwischen Betriebs- und Geschäftsgeheimnissen besitzt im Hinblick auf den Schutzzweck und den Anwendungsbereich des GeschGehG keine praktische Relevanz. Es kann sich sowohl um technisches wie auch um kaufmännisches Wissen handeln. Die Definition entspricht im Übrigen derjenigen im Übereinkommen über handelsbezogene Aspekte der Rechte des geistigen Eigentums und der von der deutschen Rechtsprechung zu § 17 UWG a.F. entwickelten Definition des Geschäftsgeheimnisses.
Da die Richtlinie nicht bis zum 9. Juni 2018 umgesetzt worden war, galt sie bis zum Erlass des GeschGehG unmittelbar.
Das GeschGehG regelt seit dem 26. April 2019 die Ansprüche des Inhabers eines Geschäftsgeheimnisses, insbesondere auf Unterlassung und Schadensersatz und das gerichtliche Verfahren vor den Zivilgerichten gegen den Rechtsverletzer bei einer rechtswidrigen Erlangung, Nutzung oder Offenlegung. § 23 GeschGehG enthält die zuvor in den §§ 17 bis 19 des Gesetzes gegen den unlauteren Wettbewerb (UWG) enthaltenen Strafvorschriften zum Schutz von Geschäftsgeheimnissen.
Die Erlangung eines Geschäftsgeheimnisses durch Untersuchen, Rückbauen oder Testen eines Produkts oder Gegenstands (Reverse Engineering) ist nunmehr gem. § 3 Abs. 1 Nr. 2 GeschGehG grundsätzlich zulässig.

### Fremde Betriebs- oder Geschäftsgeheimnisse
Wem in Ausübung seines Berufs, etwa als Arzt oder Rechtsanwalt, ein fremdes Betriebs- oder Geschäftsgeheimnis anvertraut worden ist, unterliegt insoweit der Verschwiegenheitspflicht und darf es nicht unbefugt offenbaren oder verwerten (§ 203, § 204 StGB). Dieser berufs- und strafrechtliche Schutz von Geschäftsgeheimnissen wird durch das GeschGehG nicht berührt, ebenso weinig wie die Rechte und Pflichten aus einem Arbeitsverhältnis  (§ 1  Abs. 3 Nr. 1, Nr. 4 GeschGehG).

## Österreich
Mit Umsetzung der Richtlinie (EU) 2016/943 wurde die Legaldefinition des Geschäftsgeheimnisses aus Art. 2 der Richtlinie in § 26b Z 1 des Bundesgesetzes gegen den unlauteren Wettbewerb (UWG) übernommen:

„Geschäftsgeheimnis ist eine Information, die
1. geheim ist, weil sie weder in ihrer Gesamtheit noch in der genauen Anordnung und Zusammensetzung ihrer Bestandteile den Personen in den Kreisen, die üblicherweise mit dieser Art von Informationen zu tun haben, allgemein bekannt noch ohne weiteres zugänglich ist,
2. von kommerziellem Wert ist, weil sie geheim ist, und
3. Gegenstand von den Umständen entsprechenden angemessenen Geheimhaltungsmaßnahmen durch die Person ist, welche die rechtmäßige Verfügungsgewalt über diese Informationen ausübt.“

Publikationen in einschlägigen Fachzeitschriften oder in offengelegten Patentanmeldungen führen nach Ansicht des Obersten Gerichtshofs (OGH) in der Regel dazu, dass eine Information als allgemein bekannt anzusehen ist. Dagegen können Produkteigenschaften und Herstellungsmethoden zwar zum Stand der Technik gehören, die ihnen zugrundeliegenden Anleitungen und Pläne aber geheim und für einen Fachmann nur mit erheblichem Aufwand zu entwickeln sein.
Geschäftsgeheimnisse sind gem. §§ 26b Z 3, 26c UWG gegen eine Verletzung durch ihren rechtswidrigen Erwerb, ihre rechtswidrige Nutzung sowie ihre rechtswidrige Offenlegung geschützt. Zivilrechtlich bestehen Ansprüche auf Unterlassung, Beseitigung und bei Verschulden auf Schadenersatz, die gegebenenfalls auch im Wege der einstweiligen Verfügung geltend gemacht werden können (§§ 26e, 26i UWG).
Zur Wahrung der Vertraulichkeit von Geschäftsgeheimnissen im Verlauf von Gerichtsverfahren hat das Gericht auf Antrag oder von Amts wegen Maßnahmen zu treffen, dass der Verfahrensgegner und Dritte keine Informationen über ein Geschäftsgeheimnis erhalten, welche über ihren bisherigen diesbezüglichen Wissensstand hinausgehen (§ 26h UWG).
Computerprogramme oder Datenbankwerke werden im Urheberrechtsgesetz gesondert geschützt (§§ 40a, 76c UrhG).
Strafrechtlich relevant sind die Verletzung von Geschäfts- oder Betriebsgeheimnissen sowie der Missbrauch anvertrauter Vorlagen durch Bedienstete eines Unternehmens während der Geltungsdauer des Dienstverhältnisses (§ 11 UWG). Außerdem sind die Offenbarung, Verwertung und das Auskundschaften eines Geschäfts- oder Betriebsgeheimnisses, das jemandem bei seiner Tätigkeit in Durchführung einer durch Gesetz oder behördlichen Auftrag vorgeschriebenen Aufsicht, Überprüfung oder Erhebung anvertraut oder zugänglich geworden ist, strafbar (§§ 122 bis 124 des Strafgesetzbuchs StGB).
Ergänzende Bestimmungen können sich aus dem Datenschutzrecht und dem Arbeitsrecht ergeben.

## Schweiz
Auch wenn die EU-Richtlinie keine Geltung für die Geschäftstätigkeit von einheimischen Unternehmen in der Schweiz hat, können Schweizer Unternehmen von ihr betroffen sein, etwa wenn sie Niederlassungen in der EU unterhalten, im Geschäftsverkehr mit dem EU-Rechtsraum stehen und/oder Partei eines Geschäftsgeheimnisverletzungsprozesses vor einem EU-Gericht sind.
In der Schweiz kann eine Pflicht zur Geheimhaltung von Geschäftsgeheimnissen entweder vertraglich oder gesetzlich begründet sein. Das gilt auch für den Schutz von Geschäftsgeheimnissen während eines gerichtlichen Verfahrens, etwa wenn sie beweiserhebliche Tatsachen sind.